# Asonus longisulcus
Asonus longisulcus är en insektsart som beskrevs av Yin, X.-c. 1984. Asonus longisulcus ingår i släktet Asonus och familjen gräshoppor. Inga underarter finns listade i Catalogue of Life.